# Consulta delle religioni di Roma
La Consulta delle religioni è un organo formato dalle diverse confessioni religiose presenti nel territorio del comune di Roma aventi rapporti con lo Stato italiano. È costituito a Roma, presso l'Ufficio della consigliera con delega del sindaco alle politiche della multietnicità.
I rappresentanti delle confessioni religiose sono i seguenti:
- Centro culturale islamico d'Italia
- Chiesa cristiana avventista del settimo giorno
- Chiese cristiane evangeliche battiste di Roma
- Chiesa metodista
- Chiesa valdese
- Chiesa scientista
- Comunità ebraica romana
- Comunità luterana
- Confessione ortodossa etiopica
- Esercito della salvezza
- Fede Bahá'í
- Istituto buddhista italiano Soka Gakkai
- Unione buddhista italiana
- Unione induista italiana Sanatana Dharma Samgha
- Chiese cristiane evangeliche pentecostali